# Râul Scăiuș
Râul Scăiuș este un curs de apă afluent al râului Timișana.

## Hărți
- Harta județului Timiș
- Harta județului Caraș-Severin